# Râul Dâncu
- A nu se confunda cu râul Danciu din bazinul hidrografic Siret.

Râul Dâncu este un curs de apă, al șaselea afluent de dreapta (din treisprezece) al râului Almaș, care este, la rândul său, al patrusprezecelea afluent de stânga din treizeci ai râului Someș.

## Generalități
Râul Dâncu izvorăște din Munții Meseș, se găsește integral în Județul Sălaj, are un singur afluent semnificativ (de stânga), râul Gălășeni, Almaș, trece prin două localități, Dâncu și Tămașa, vărsându-se în dreptul localității Cuzăplac în emisarul său, Almaș.

## Hărți
- Harta interactivă - județul Sălaj  Arhivat în 5 septembrie 2009, la Wayback Machine.
- Trasee turistice județul Sălaj

## Alte referințe
- Harta interactivă - județul Sălaj